# Eremophygus calvus
Eremophygus calvus är en skalbaggsart som beskrevs av Gutierrez 1952. Eremophygus calvus ingår i släktet Eremophygus och familjen Rutelidae. Inga underarter finns listade i Catalogue of Life.